# Pierre Tassin de Saint-Péreuse
Pour les autres membres de la famille, voir Famille Tassin de Charsonville.
Pierre Tassin de Saint-Péreuse, né le 2 juillet 1910 à Moulins dans l’Allier et mort le 29 décembre 1995 à Saint-Péreuse dans la Nièvre était un officier de l’armée de l'air de la France libre et un Compagnon de la Libération.

## Biographie
Fils d'un officier de cavalerie, il s'engage en 1930 dans cette arme, après son baccalauréat.

En 1934, il est à l'École de cavalerie de Saumur, et devient lieutenant d'aviation en 1938 et est affecté au Maroc.

Membres de l'école de perfectionnement au pilotage de Meknès, le capitaine Jacques de Vendeuvre et ses compagnons, les capitaines Gustave Lager et Michel Meyrand, les lieutenants Pierre Aubertin et Pierre Tassin de Saint-Péreuse et le sous-lieutenant Robert Weill sont à Casablanca, en partance pour la France quand ils apprennent la demande d'armistice du maréchal Pétain. Ils décident de continuer le combat en Afrique du Nord si le général Noguès commandant en chef du théâtre d'opérations d'Afrique du Nord confirme sa volonté de ne pas accepter l'armistice. Dans le cas contraire ils tenteraient de rejoindre l'Angleterre.
 Quand le 29 juin 1940, leur parvient la nouvelle de la libération de l'ensemble des prisonniers de guerre italiens détenus au Maroc et la décision qu'au 1er juillet, tous les avions doivent être rendus inutilisables, ils décident de partir.

Le 30 juin 1940, les six aviateurs rejoints par le lieutenant Jean-Pierre Berger et le sous-lieutenant Bertrand Jochaud du Plessix prennent la navette qui les conduit, comme d'habitude, sur le terrain d'aviation de Berrechid situé à une cinquantaine de kilomètres au Sud de Casablanca.
 Munis de faux ordres de mission, ils prennent trois Glenn Martin.

- Dans le premier appareil piloté par le capitaine Jacques de Vendeuvre, prennent place le lieutenant Jean-Pierre Berger et le sous-lieutenant Bertrand Jochaud du Plessix.
- Dans le second appareil piloté par le capitaine Gustave Lager, prennent place les lieutenants Pierre Aubertin et Pierre Tassin de Saint-Péreuse
- Dans le troisième appareil piloté par le capitaine Michel Meyrand, essaye de prendre place le sous-lieutenant Robert Weill. Celui-ci n'arrivant pas à ouvrir la porte arrière de l'appareil, monte finalement dans le premier appareil piloté par Vendeuvre.

À 16 heures les avions décollent et parcourent le chemin sans incident. Parvenus à hauteur de Gibraltar, les appareils pilotés par Lager et Meyrand se posent sans encombre sur le terrain du Rocher surprenant la vigilance de la DCA espagnole de Franco. L'appareil de Vendeuvre, plus lent car surchargé, est alors pris à partie par l'ensemble des canons antiaériens espagnols et s'écrase dans le port. Les vedettes britanniques venues à leurs secours recueillent les quatre premiers morts de la France libre.

En février 1941, affecté au Groupe réservé de bombardement n°1 (GRB 1), il participe au soutien aérien pendant la bataille de Koufra.

En septembre 1941, après la campagne de Syrie le GRB1 est envoyé à Damas ou il prend le nom de Groupe de bombardement Lorraine; Pierre Tassin de Saint-Péreuse en devient le commandant.
 
En octobre 1941, le groupe Lorraine est envoyé en Égypte et prend part à la guerre du désert, bombardant dans les régions de Bardia et du col d'Halfaya les colonnes de ravitaillement et combattantes de l'Afrika Korps. 

Fin janvier 1942, le groupe de bombardement est renvoyé en Syrie.

En août 1942 Pierre Tassin de Saint-Péreuse, commandant, prend la tête du Groupe de bombardement Bretagne alors basé à Moussoro au Tchad.

Fin décembre 1942, le groupe Bretagne est regroupé à Zouar dans la région du Tibesti tchadien et reçoit l'ordre de harceler, et de détruire, les colonnes terrestres ennemies en déroute depuis la Seconde bataille d'El Alamein.

Fin janvier 1943, le groupe, suit la progression des troupes alliées et se trouve basé à Sebha en Libye puis en avril à Ben Gardane en Tunisie, d'où il participera à la campagne de Tunisie. 

Le 15 juin 1943 Saint-Péreuse est promu lieutenant-colonel et se rend à Alger afin de connaitre le prochain front d'intervention de son unité. Le 15 juillet 1943, au retour, son avion s'écrase. Grièvement blessé, il est amputé d'une jambe. Il cède alors le commandement du groupe Bretagne au commandant Pierre de Maismont. 

Après la guerre il reste dans l'armée et devient en 1952 colonel. De 1952 à 1958, il est chef du service historique de l'armée de l'air et, jusqu'en 1960, il est également secrétaire du Conseil de l'Ordre de la Libération et est nommé adjoint au commandant de la 2e région aérienne.

Le 2 juin 1962, il démissionne de l'armée et entre à la Snecma.

En 1973, il prend sa retraite.

De 1977 à 1983, il est maire de Saint-Péreuse.

Il décède le 29 décembre 1995 à l'âge de 85 ans, à Saint-Péreuse, où il est inhumé.

## Décorations
- Commandeur de la Légion d'honneur
- Compagnon de la Libération par décret du 26 juin 1941[2]
- Croix de guerre 1939-1945 (5 citations)
- Médaille de la Résistance française avec rosette par décret du 31 mars 1947[3]
- Médaille coloniale avec agrafes "Érythrée", "AFL", "Koufra", "Libye", "Fezzan-Tripolitaine"
- Distinguished Flying Cross (Royaume-Uni)
- Croix de guerre 1939-1945 (Tchécoslovaquie)

## Armoiries
| Blason | Blasonnement : D’argent à un chevron de gueules, sommé d’un croissant d’azur, et accompagné en chef de deux étoiles de même et, en pointe, d’une aigle essorante, regardante et contournée de sable,. |